# José Antonio Balcells
José Antonio Balcells y Camps (Castellar del Vallés, provincia de Barcelona, 15 de agosto de 1777-Barcelona, 1 de junio de 1857) fue un farmacéutico español.

## Biografía
Nació en la provincia de Barcelona. Estudió la carrera de Farmacia y obtuvo el título de némine discrepante por el Protomedicato de Cataluña el 18 de noviembre de 1795. En 1815 le fue otorgado el título de doctor. Estudió también un curso de Filosofía desde 1795 hasta 1797 en el colegio de la Trinidad de Barcelona, así como Química en la escuela establecida por la Junta de Comercio. En 1806 y 1807 se dedicó al estudio de las Matemáticas bajo la enseñanza de Agustín Cañellas.
El 18 de julio de 1804 fue designado por el Gobierno para practicar la visita general de las boticas establecidas en el arzobispado de Tarragona y en los obispados de Lérida, Tortosa y el de la parte occidental de Barcelona.
Siguió en 1815, asimismo, un curso de Física Experimental y, desde el 1 de octubre de 1817 hasta finales de junio del año siguiente, asistió asiduamente a las lecciones de Anatomía, Vendajes y Cirugía Legal en el Colegio de Cirugía de Barcelona. El catedrático José Soler libró un certificado particular de su extraordinaria aplicación en septiembre de 1818.
Al darse la invasión francesa en 1808, sirvió en calidad de primer ayudante de farmacia. Se decretó en 1806 la apertura en Barcelona de un Colegio de Farmacia que no se pudo abrir hasta terminada la guerra. Según preveía el plan entonces vigente, se establecieron cuatro cátedras de Historia Natural, Física-Química, Materia Farmacéutica y Farmacia Experimental. Balcells concurrió a las oposiciones que se celebraron para repartir las plazas y resultó elegido como primer catedrático de la escuela de ese Real Colegio de Farmacia.
Durante los veintiocho años que existió el Colegio de Farmacia de San Victoriano de Barcelona desempeñó las funciones de jefe local como catedrático más antiguo. La Facultad de Farmacia fue agregada en 1845 a la Universidad Literaria y en ella desempeñó la cátedra de Práctica Farmacéutica hasta su jubilación.
Fue miembro de diversas academias, sociedades y corporaciones científicas. La Academia Médica Matritense le confirió el título de socio el 9 de febrero de 1817, en atención a los muchos conocimientos físicos que él desplegó en una disertación que había dirigido el año anterior sobre el modo de analizar el terreno y de modificarlo según conviniese a las diferentes plantas que en él se hubieren de cultivar. La Sociedad Económica de Amigos del País de Écija lo admitió el 7 de marzo de 1820, con unanimidad de votos, por socio de número, en reconocimiento al obsequio que él hizo, con una abundante remesa de diferentes semillas para el jardín botánico que dicha corporación había establecido. La Academia de Ciencias Naturales y Artes de Barcelona acordó por aclamación en 1820 nombrarlo socio numerario en cualquiera de las direcciones que prefiriese, y eligió él la de química. La Sociedad Linneana de Narbona y la Sociedad de Agricultura, Comercio y Artes de esa misma localidad lo nombraron miembro asociado. Lo propio hizo en 1824 la Sociedad Linneana de París, al mismo tiempo que la Sociedad de Química Médica de esa misma capital lo designó colaborador. La Academia de Medicina y Cirugía de Barcelona le dio el título de socio corresponsal el 3 de octubre de 1834 en consideración a sus especiales conocimientos científicos.
Balcells falleció en Barcelona el 1 de junio de 1857, a los 79 años de edad.

## Obra
Fue autor de los siguientes escritos y discursos:
| - «Reflexiones crítico-químicas sobre la fermentación» (1807) - «Importancia de la farmacia en la sociedad» (1820) - «Dictamen para el expurgo y desinfección de Barcelona después de la fiebre amarilla» (1821) - «Nueva teoría sobre la elasticidad» (1821) - «Examen de la naturaleza de los cuerpos» - «Naturaleza, propiedades y modificaciones de la atmósfera terrestre» (1828) - «Discurso sobre la división de los poros en periátomos y diastemas» (1831) - «Memoria físico-química aplicada a la medicina sobre la infección en general y el contagio en particular y sobre los varios desinfectantes que debe haber» (1832) - «Memoria acerca de un nuevo medicamento para la curación del cólera morbo asiático» (1833) - «Males que afligen a la farmacia y plan para corregirlos, poniéndola en un pie más respetable» (1835) - «Memoria química sobre la definición y utilidad de los reactivos en general y de los descubiertos de nuevo en particular» (1835) - «Memoria química sobre los progresos de la física y química en la carreras de las artes o exposición de varios inventos y mejoras que la física-química ofrece a la industria» (1838) | - «Memoria sobre el número y clasificación de los cuerpos conocidos por simples en el día» (1838) - «Moral farmacéutica» (1838) - «Memoria sobre aclaración de varios puntos que acerca de la afinidad y en especial sobre el influjo que tienen en ella los diferentes poros» (1840) - «Catálogo de los varios vegetales o parte de ellos usados en medicina, con sus nombres en castellano, catalán, latino sistemático y oficial, y francés, que contribuye notablemente a la mejor inteligencia de los tratados de materia médica externa, y conviene se tenga en la oficina del farmacéutico» (1844) - «Reconocimiento de Dios por las ciencias naturales» (1844) - «Monografía sobre los baños» (1850) - «Memorias para obtener los extractos medicinales con perfección» - «Razones que inclinan a creer que los álcalis, tierras, metales, azufre y fósforo son compuestos» - «Reflexiones sobre la clasificación de los extractos vegetales y reformas que necesita la nomenclatura de sus géneros» (1856) |